# Genocidio cultural

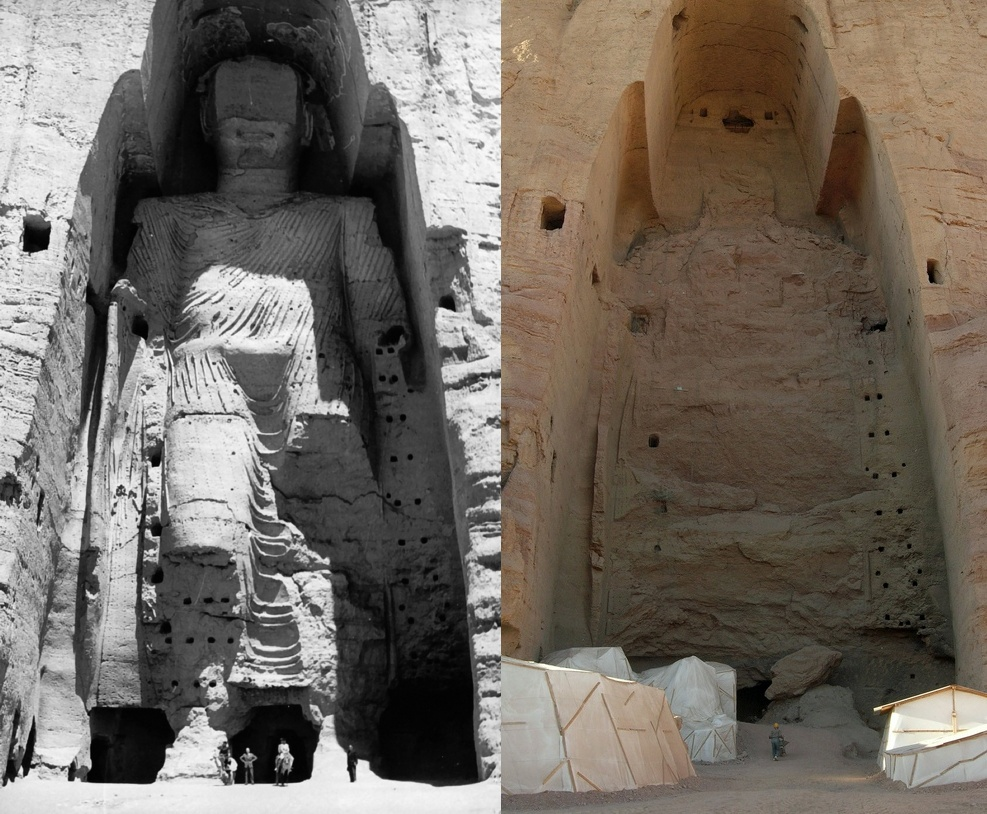
El Buda más alto de Bāmiyān antes (foto de la izquierda) y después de la destrucción (derecha).

Genocidio cultural es un término que propuso el abogado Raphael Lemkin en 1933 como un componente del genocidio. El término está considerado en la Declaración de las Naciones Unidas sobre los derechos de los pueblos indígenas de 2007, yuxtapuesta junto al término «etnocidio», pero fue retirado en el documento final y remplazado simplemente con «genocidio». La definición precisa de «genocidio cultural» sigue sin aclararse.

## Uso
Tan temprano como 1933, el abogado Raphael Lemkin propuso considerar un componente cultural al genocidio, que llamó «vandalismo». Desde entonces, el término ha adquirido valor retórico como una frase que es usada para protestar contra la destrucción de la herencia cultural. Asimismo, es a menudo mal utilizado como un eslogan para condenar cualquier acto de destrucción que el usuario de la frase desaprueba, sin tener en cuenta el criterio de la intención de destruir un grupo afectado como tal.

### Uso propuesto
Los borradores de la Convención para la Prevención y la Sanción del Delito de Genocidio de 1948 consideraba el uso del término, pero lo abandonó en el texto final.
El artículo 7 de un borrador de 1994 de la Declaración de las Naciones Unidas sobre los derechos de los pueblos indígenas utiliza la frase «genocidio cultural», pero no define lo que significa. El artículo completo lee como sigue:
Los pueblos indígenas tienen el derecho colectivo e individual no ser objeto de etnocidio y genocidio cultural, incluyendo la prevención y la reparación por:
(a) Cualquier acción que tiene el objetivo o efecto de privarlos de su integridad como pueblos distintos o de sus valores culturales o identidad étnicas;
(b) Cualquier acción que tiene el objetivo o efecto de desposeerlos de sus tierras, territorios o recursos;
(c) Cualquier forma de traslado de población que tiene el objetivo o efecto de violar o menoscabar cualquiera de sus derechos;
(d) Cualquier forma de asimilación o integración por otras culturas o modos de vida impuestos a ellos por medidas legales, administrativas, entre otras;
(e) Cualquier forma de propaganda dirigida contra ellos.
Esta declaración solo apareció en un borrador. La Declaración de las Naciones Unidas sobre los derechos de los pueblos indígenas fue adoptada por la Asamblea General de las Naciones Unidas durante su 62.ª sesión en su sede en la ciudad de Nueva York el 13 de septiembre de 2007, pero solo menciona el «genocidio», no el «genocidio cultural»; sin embargo, fuera de ello, el artículo no muestra cambio alguno.

## Ejemplos de uso del término
El término «genocidio cultural» ha sido empleado para describir la destrucción de patrimonio cultural en conexión con varios eventos:
- En referencia a las políticas de las potencias del Eje (principalmente, la Alemania nazi) hacia algunos países en la Segunda Guerra Mundial, como la destrucción de la cultura polaca.[5]

- La supresión llevada a cabo por el Imperio del Japón del idioma coreano, las tradiciones, nombres y la enseñanza de la historia de Corea durante la Ocupación japonesa de Corea de 1910 a 1945 ha sido mencionada como un caso de genocidio cultural, aunque algunos académicos japoneses han discutido el uso del término.[6]

- La destrucción por parte de Azerbaiyán de miles de lápidas medievales armenias en un cementerio de Julfa (República Autónoma de Najicheván) y la posterior negación azerí incluso de la existencia del sitio han sido ampliamente señalados como un ejemplo de genocidio cultural.[7][8]

- En 1989, Robert Badinter, un abogado penalista francés conocido por su postura contra la pena de muerte, usó el término «genocidio cultural» en un programa de televisión para describir lo que dijo fue la desaparición de la cultura tibetana en presencia del 14.º Dálai Lama.[9] Por su parte, el Dálai Lama usaría más tarde el término en 1993[10] y en el contexto de los disturbios en el Tíbet de 2008.[11]
- La destrucción del patrimonio cultural palestino durante la invasión israelí de la Franja de Gaza que ha incluido el daño y la destrucción por parte de Israel de cientos de edificios, bibliotecas, museos y otros depósitos de conocimiento de importancia cultural o histórica en Gaza, junto con la destrucción del patrimonio cultural inmaterial.[12][13] A finales de enero de 2024, más de la mitad de los edificios de Gaza habían resultado dañados o destruidos, lo que dejó zonas residenciales devastadas y 1,7 millones de personas desplazadas.[14]